# Death Wish (2018)
Death Wish ist ein US-amerikanischer Actionfilm aus dem Jahr 2018, in dem ein Mann zur Selbstjustiz greift, als die Polizei einen brutalen Überfall auf seine Familie nicht aufklären kann. Die Hauptrolle übernahm Bruce Willis. Der Film ist ein Remake des im deutschsprachigen Raum als Ein Mann sieht rot bekannten Films von 1974 mit Charles Bronson.

## Handlung
Dr. Paul Kersey lebt mit seiner Frau Lucy und seiner Tochter Jordan in Chicago und arbeitet als Unfallchirurg in einem Krankenhaus. Ein Angestellter des Parkdienstes erfährt nach einem Mittagessen der Kerseys von einer gemeinsamen Verabredung. Er holt das Auto der Kerseys und fotografiert dabei die Adresse der Familie vom Navigationssystem ab. In der Nacht, in der die Kerseys eigentlich ausgehen wollen, wird Paul unvorhergesehen zur Arbeit gerufen. Jordan und Lucy sind allein im Haus, als drei maskierte Männer in das Haus eindringen.
Während Paul in der Notaufnahme arbeitet, erfährt er von zwei neuen Notfällen. Bei den mit Schussverletzungen eingelieferten Frauen handelt es sich um seine Frau und seine Tochter. Lucy erliegt ihren Verletzungen, seine Tochter liegt nach einer Notoperation im Koma. Bei der Befragung durch Detective Raines und dessen Kollegin ist auch Pauls Bruder Frank anwesend. Sie erfahren, dass in den vergangenen neun Monaten sechs weitere Einbrüche in der Nachbarschaft der Kerseys stattgefunden haben und keiner der Anwohner darüber informiert wurde.
Empört darüber, dass die Polizei nicht in der Lage ist, das Verbrechen aufzuklären, versucht Paul selbst die Einbrecher zu finden. Paul besorgt sich deshalb eine Waffe. Kurz darauf kann er eine Entführung verhindern, von der ein Video ins Netz gestellt wird. Durch diese und weitere Taten wird Paul als Chicagos „Sensenmann“ bekannt.
Später entdeckt Paul seine gestohlene Uhr am Handgelenk des Parkplatzwächters wieder, als dieser mit einer Schussverletzung ins Krankenhaus eingeliefert wird. Paul nimmt die Uhr und das Handy an sich. Er entdeckt ein Foto auf dem Handy mit seiner Adresse und einen Text mit der Aufforderung, sich in einer Bar in der Vorstadt zu treffen. In dieser Bar trifft Paul den Besitzer und behauptet, dass er von Miguel geschickt wurde. Dieser ruft einen Freund an und greift anschließend zu seiner Waffe. Während der folgenden Auseinandersetzung erfährt Paul, dass Lucys Mörder angeblich ein Automechaniker einer nahegelegenen Karosseriewerkstatt ist. Der Barbesitzer und sein Kumpan werden getötet. In der Werkstatt trifft Paul auf den Mechaniker, der gerade unter einem Auto arbeitet. Als Paul den Mann foltert, behauptet dieser, dass nicht er, sondern sein Anführer, Knox, Lucy erschossen hat.
Nachdem er einen Anruf von einem unbekannten Anrufer abgelehnt hat, erhält Paul eine Nachricht mit der Warnung, dass die Polizei über seine Handlungen informiert wird, wenn er den nächsten Anruf nicht annimmt. Der Anrufer, Knox, befiehlt Paul, ihn in der Toilette eines Nachtclubs zu treffen. Paul wählt Knox’ Telefonnummer und hört, wie es in einer Toilettenkabine klingelt. Er schießt durch die geschlossene Tür, nur um festzustellen, dass es eine List war. Knox erkennt, dass es sich bei dem Schützen um Paul handelt, und die beiden beginnen eine Schießerei, die mit der Flucht von Knox endet. Als Paul nach Hause kommt, entdeckt sein Bruder Pauls Waffensammlung und konfrontiert ihn damit, aber Paul besteht darauf, weiterhin die Stadt zu beschützen.
Kurze Zeit später informiert das Krankenhaus Paul, dass seine Tochter wieder zu Bewusstsein gekommen ist. Paul erfährt von ihr, was an dem Abend passiert ist und darf sie schließlich mit nach Hause nehmen. Als Knox und zwei seiner Schläger in Pauls Haus eindringen, versteckt Paul seine Tochter in einem Schrank unter der Treppe. Nachdem er die beiden Schläger getötet hat, geht Paul in den Keller, wo Knox aus der Dunkelheit auftaucht und Paul anschießt. Bevor Knox ihn töten kann, holt Paul ein Sturmgewehr aus einem Versteck und erschießt Knox. Der eintreffende Detective Raines vermutet, dass Paul der „Sensenmann“ ist, beschließt aber dies zu vertuschen.
Später setzt Paul Jordan an der Universität ab. Eine Stimme aus dem Radio hofft, dass der „Sensenmann“ – wo auch immer er ist – der Gesellschaft erhalten bleibt. In einer letzten Szene sieht Paul einen Mann, der einem Hotelpagen eine Tasche entwendet. Er zielt mit ausgestrecktem Daumen und Zeigefinger auf den Dieb und als die beiden Blickkontakt haben, signalisiert er mit einer Geste einen Pistolenschuss.

## Hintergrund
Eli Roth führte Regie, das Drehbuch verfasste Joe Carnahan. Die Dreharbeiten fanden vom 24. September 2016 bis zum 29. Oktober 2016 in den USA und in Kanada statt.
In den USA und in Kanada kam der Film am 3. März 2018 in die Kinos, deutscher Kinostart war am 8. März 2018. Ursprünglich sollte der Film bereits am 22. November 2017 veröffentlicht werden, doch im Oktober 2017 wurde bekannt gegeben, dass die Veröffentlichung auf den 2. März 2018 verschoben würde. Spekulationen zufolge war ein Grund dafür der Massenmord in Las Vegas einige Tage zuvor.

## Rezeption

### Einspielergebnis
Der Film spielte bei Produktionskosten in Höhe von 30 Millionen US-Dollar am Eröffnungswochenende 13 Millionen US-Dollar ein. Die weltweiten Einnahmen betrugen bisher 33,5 Millionen US-Dollar.

### Kritiken
Der Film erhielt überwiegend negative Kritiken. Auf Rotten Tomatoes fielen bislang nur 17 % von 117 gewerteten Rezensionen positiv aus. Als Fazit heißt es, der Film sei kaum mehr als eine „routinehafte Nacherzählung“, der die „Entschlossenheit“ und auch die „Überzeugung“ des Originals fehle. Auf Metacritic erhielt Death Wish einen Metascore von 32 von 100 basierend auf 30 Kritiken.
Christoph Petersen von Filmstarts befand, dass die „lieblos runtergerissene Neuauflage“ das Publikum „trotz der aktuell so aufgeheizten Situation“ erstaunlich kalt lasse. Dabei trete besonders die „Lustlosigkeit“ von Bruce Willis in der Hauptrolle zutage. Weiterhin schrieb Petersen, dass die Aufgabe von Filmen wie Death Wish gerade darin bestehe, „zu schockieren, politisch querzuschießen, den guten Geschmack und das ethische Wohlbefinden des Publikums herauszufordern“. Doch selbst auf dieser „grundlegenden handwerklichen Ebene“ versage der Film, da Regisseur Eli Roth zu lange „mit angezogener Handbremse“ agiere. Einzig einige der „Modernisierungsideen“ wie „die Ausschnitte mit verschiedenen realen Radiomoderatoren“ empfand Petersen als gelungen. Als abschließende Bewertung vergab er 2 von 5 Sternen. Im Lexikon des internationalen Films ist zu lesen, das Remake des „kontroversen Selbstjustiz-Thrillers“ von 1974 zeige „wenig Interesse“ daran, „den Stoff für die Gegenwart neu zu interpretieren“, und versage als „kalkulierte Provokation“ ebenso wie „als Übung, Empathie für die gewalttätige Wandlung der Hauptfigur zu wecken“.